# Hronská Dúbrava
Hronská Dúbrava je obec na Slovensku v okrese Žiar nad Hronom v Banskobystrickém kraji ležící na pravém břehu řeky Hron.
První písemná zmínka pochází z roku 1388.